# Guillaume le Rouge
Guillaume le Rouge (fl. 1450-1465) è stato un compositore olandese appartenente alla Scuola di Borgogna.

## Biografia
Egli fu al servizio della Corte di Carlo, duca d'Orléans, come appartenente alla sua Cappella da 1451 al 1465. Delle sue composizioni è pervenuta fino ai nostri tempi una sola canzone, Se je fais duel je n'en ouis mais.